# Gaslamp Quarter

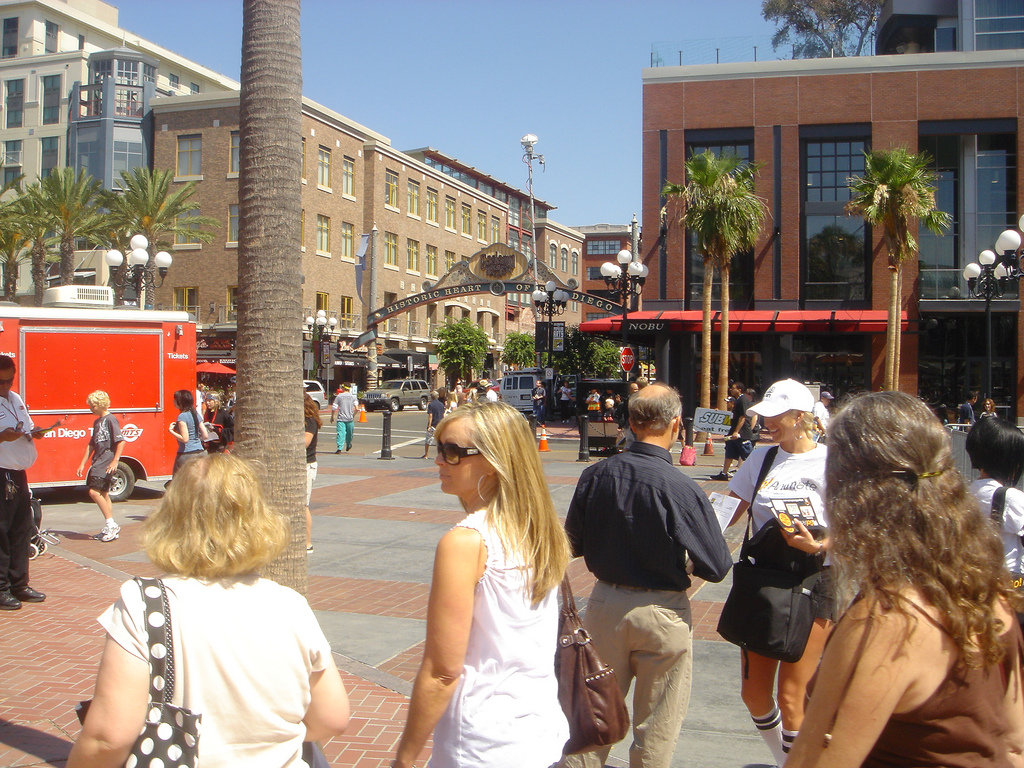
Entrada al Gaslamp Quarter.

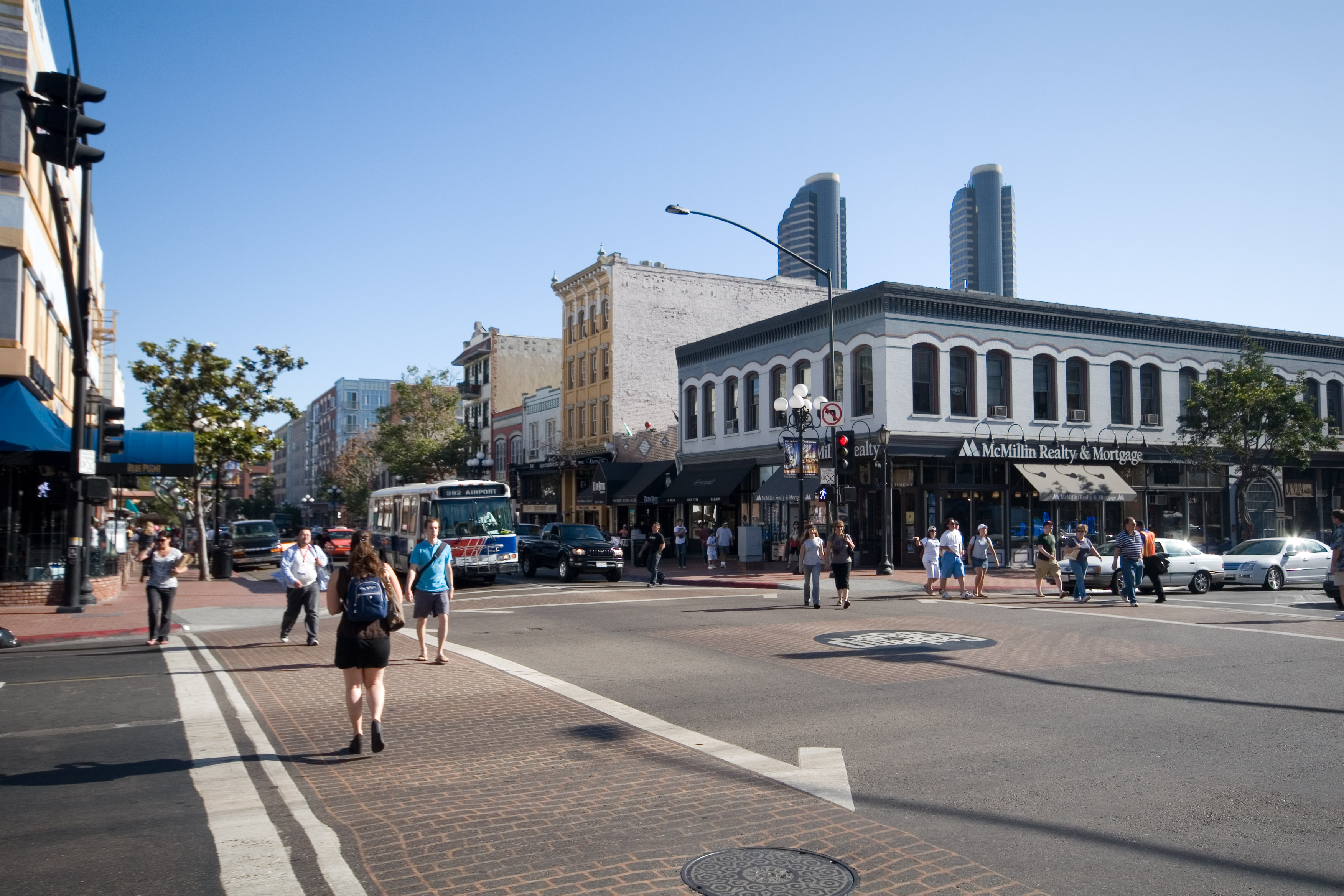
El Gaslamp con edificios históricos.

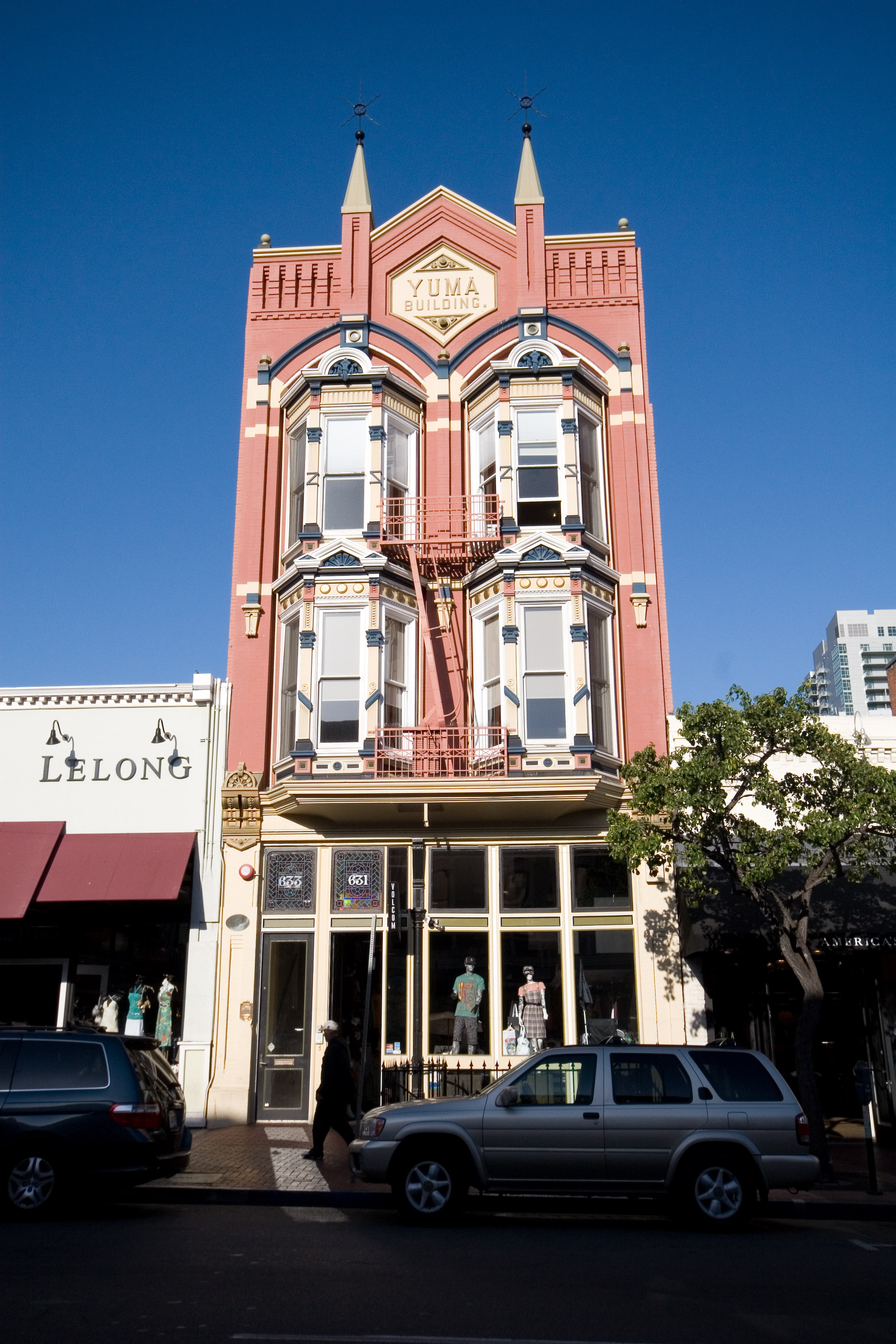
El edificio Yuma en el Gaslamp.

El Distrito histórico de Gaslamp Quarter (en inglés: Gaslamp Quarter Historic District) es un distrito histórico ubicado en el centro de San Diego, California. El Distrito histórico de Gaslamp Quarter se encuentra inscrito como un Distrito Histórico en el Registro Nacional de Lugares Históricos desde el 23 de mayo de 1980. El Gaslamp Quarter acoge varios eventos y festivales: entre ellos, el desfile de Mardi Gras celebrado en el Gaslamp desde hace muchos años, Sabor de Gaslamp y ShamROCK, y también un Día de San Patricio celebrado principalmente por la comunidad irlandesa y jóvenes. El estadio PETCO Park, sede de la liga de béisbol de Padres de San Diego se ubica a una cuadra del centro del distrito de East Villege de San Diego. El restaurante Croce's Restaurant & Jazz Bar, llamado así por el cantante Jim Croce, también está ubicado en el barrio.

## Datos generales
El Gaslamp Quarter es un barrio histórico de 16 1/2 cuadras en el downtown de San Diego, California. Su periodo principal de desarrollos empezó en 1867, cuando Alonzo Horton compró los terrenos con la esperanza de construir una ciudad cerca a la bahía, y escogió la 5.ª Avenida como su calle principal. Después de un periodo de decadencia urbana, el barrio pasó por varias renovaciones urbanas a mediados de los años 1980 y 1990, ahora es un distrito de negocios y entretenimiento de la ciudad de San Diego.
El Gaslamp Quarter se extiende desde Broadway hacia Harbor Drive, y desde la Cuarta a la Sexta Avenida, cubriendo 16 1/2 cuadras. Incluye a 94 edificios históricos, la mayoría fueron construidos en la era Victoriana, y aún están en uso incluyendo a restaurantes, tiendas y discotecas.

## Historia
Cuando se empezó a desarrollar el área en los años 1860, el área actualmente conocida como Gaslamp Quarter era conocida como New Town o Nuevo Pueblo en español, en contraste a Old Town, en la cual fue el asentamiento original de los españoles en San Diego. El nombre de "Gaslamp Quarter" es en referencia a una lámpara de gas (gas lamp en inglés) que eran muy comunes en San Diego a finales del siglo XIX y del siglo XX. Se han instalado cuatro nuevas lámparas de gas en las intersecciones de la Calle Market y la Quinta Avenida.

## Cronología
1850: William Heath Davis compra 160 acres (0.65 km²) de terrenos en lo que eventualmente se convierte en el Gaslamp Quarter. A pesar de que Davis invirtió mucho, muy poco se desarrolló esta área en este periodo
1867: Alonzo Horton llega a San Diego y compra 800 acres (3.2 km²)  de terreno en New Town por $265. Se empieza a desarrollar el área de Gaslamp Quarter.
1880 a 1900: No conocida por Stingaree, la zona albergaba varios salones, salones de juegos y burdeles.  Wyatt Earp y su esposa Josie llegan a San Diego e invierten en inmobiliario.
1950 a 1970: La decadencia del Gaslamp Quarter empieza a conocerse como el distrito del "Entretenimiento de Marineros", con una gran concentración de teatros pornográficos, librerías y salones de masajes..
1970: Se inicia el interés de la preservación de los edificios antiguos en la zona y la construcción de nuevos rascacielos en el centro, especialmente en Gaslamp Quarter.
1976: La ciudad adopta el diseño urbano de Gaslamp Quarter, y empieza a preservar los edificios y la renovación de los edificios en el Gaslamp Quarter como un distrito nacional histórico.
1982: Gaslamp Quarter se convierte en el punto de renovaciones importantes en el centro de San Diego.

## Panorámica

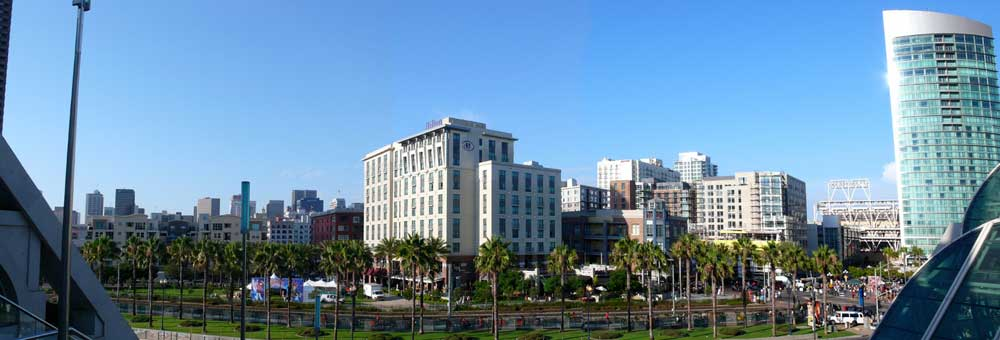
Vista Panorámica del Gaslamp Quarter desde el Centro de Convenciones de San Diego, con el Hilton Gaslamp Quarter en el centro el Petco Park y Metropolis en el Omni Hotel al fondo a la derecha.